# Olympische Sommerspiele 1956/Teilnehmer (Großbritannien)
| Gelbes Symbol für Goldmedaillen mit stilisierten Olympischen Ringen | Graues Symbol für Silbermedaillen mit stilisierten Olympischen Ringen | Braundes Symbol für Bronzemedaillen mit stilisierten Olympischen Ringen |
| ------------------------------------------------------------------- | --------------------------------------------------------------------- | ----------------------------------------------------------------------- |
| 6                                                                   | 7                                                                     | 11                                                                      |

Großbritannien nahm an den Olympischen Sommerspielen 1956 in Melbourne mit einer Delegation von 189 Athleten (163 Männer und 26 Frauen) an 108 Wettkämpfen in 17 Sportarten teil. An den Reiterspielen, welche fünf Monate zuvor in Stockholm ausgetragen wurden, nahmen acht Athleten teil, fünf Männer und drei Frauen. Fahnenträger bei der Eröffnungsfeier war der Ringer George MacKenzie. Am erfolgreichsten war die Nation in der Leichtathletik mit sieben sowie im Boxen mit fünf Medaillenerfolgen.

## Teilnehmer nach Sportarten

### Boxen
Männer
- Nicholas Gargano
Bronze  Weltergewicht
- John McCormack
Bronze  Halbmittelgewicht
- Richard McTaggart
Gold  Leichtgewicht
- Thomas Nicholls
Silber  Federgewicht
- Ron Redrup
- Owen Reilly
- Terry Spinks
Gold  Fliegengewicht

### Fechten
| Männer - Ralph Cooperman - Bill Hoskyns - Michael Howard - Allan Jay - Raymond Paul - René Paul - Olgierd Porebski | Frauen - Mary Glen-Haig - Gillian Sheen Gold Florett Einzel |

### Fußball
Männer
- Viertelfinale
- Dexter Adams
- George Bromilow
- Jimmy Coates
- Henry Dodkins
- Leslie Farrer
- John Hardisty
- Jack Laybourne
- Derek Lewin
- James Lewis
- Mike Pinner
- Stanley Prince
- Harold Sharratt
- Terry Robinson
- Donald Stoker
- Lawrence Topp
- Charles Twissell

### Gewichtheben
Männer
- Phil Caira
- Julian Creus
- Sydney Harrington
- Ben Helfgott
- Maurice Megennis

### Hockey
Männer
- 4. Platz
- David Archer
- Denys Carnill
- John Cockett
- John Conroy
- Geoffrey Cutter
- Colin Dale
- Howard Davis
- Michael Doughty
- Neil Forster
- Steven Johnson
- Anthony Robinson
- Frederick Scott
- John Strover
- David Thomas

### Kanu
| Männer - Raymond Blick - Brian Bullivant | Frauen - Patricia Moody |

### Leichtathletik
| Männer - Peter Allday - Don Anthony - Kenneth Box - Ian Boyd - Chris Brasher Gold 3000 m Hindernis - Gerry Carr - Chris Chataway - Ron Clark - George Coleman - Roy Cruttenden - Peter Cullen - John Disley - Michael Farrell - Tom Farrell - Eric Hall - Roland Hardy - Brian Hewson - Harry Hicks - Peter Higgins Bronze 4 × 400 m - Peter Hildreth - Derek Ibbotson Bronze 5000 m - Albert Johnson - Derek Johnson Silber 800 m Bronze 4 × 400 m - Harry Kane - Fred Norris - Ken Norris - Barclay Palmer - Jack Parker - Mark Pharaoh - Gordon Pirie Silber 5000 m - Mike Rawson - John Salisbury Bronze 4 × 400 m - Frank Sando - Roy Sandstrom - David Segal - Bob Shaw - Brian Shenton - Eric Shirley - Don Thompson - Stan Vickers - Peter Wells - Mike Wheeler Bronze 4 × 400 m - Ken Wilmshurst - Ken Wood | Frauen - Heather Armitage Silber 4 × 100 m - Audrey Bennett - Suzanne Allday - June Foulds-Paul Silber 4 × 100 m - Thelma Hopkins Silber Hochsprung - Sheila Hoskin - Dorothy Odam-Tyler - Anne Pashley Silber 4 × 100 m - Carole Quinton - Jean Scrivens Silber 4 × 100 m - Pauline Threapleton-Wainwright |

### Moderner Fünfkampf
Männer
- Donald Cobley
- Thomas Hudson
- George Norman

### Radsport
Männer
- Stan Brittain
Silber  Straßenrennen Mannschaft
- Peter Brotherton
- Don Burgess
Bronze  Mannschaftsverfolgung 4000 m
- Alan Danson
- Mike Gambrill
Bronze  Mannschaftsverfolgung 4000 m
- John Geddes
Bronze  Mannschaftsverfolgung 4000 m
- Keith Harrison
- Bill Holmes
Silber  Straßenrennen Mannschaft
- Alan Jackson
Bronze  Straßenrennen Einzel
Silber  Straßenrennen Mannschaft
- Harry Reynolds
Silber  Straßenrennen Mannschaft
- Tom Simpson
Bronze  Mannschaftsverfolgung 4000 m
- Eric Thompson

### Reiten
- Albert Hill
Gold  Vielseitigkeitsreiten Mannschaft
- Lorna Johnstone
- Peter Robeson
Bronze  Springen Mannschaft
- Arthur Rook
Gold  Vielseitigkeitsreiten Mannschaft
- Pat Smythe
Bronze  Springen Mannschaft
- Frank Weldon
Bronze  Vielseitigkeitsreiten Einzel
Gold  Vielseitigkeitsreiten Mannschaft
- Wilfred White
Bronze  Springen Mannschaft
- Lilian Williams

### Ringen
Männer
- George Farquhar
- Herbie Hall
- Ken Richmond
- Jack Taylor

### Rudern
Männer
- Chris Davidge
- Michael Delahooke
- Tony Fox
- John Hinde
- Kenneth Masser
- Bill Rand
- Sidney Rand
- John A. Russell
- Simon Tozer
- Alan Watson
- Ian Welsh
- Richard Wheadon

### Schießen
- Frederick Cooper
- Steffen Cranmer
- Ernest Fear
- Frederick Hopkinson
- Henry Steele
- Joe Wheater

### Schwimmen
| Männer - John Brockway - Neil McKechnie - Haydn Rigby - Ronald Roberts - Graham Sykes - Graham Symonds - Christopher Walkden - Jack Wardrop - Kenneth Williams | Frauen - Margaret Edwards Bronze 100 Meter Rücken - Fearne Ewart - Margaret Girvan - Elenor Gordon - Christine Gosden - Judith Grinham Gold 100 Meter Rücken - Frances Hogben - Julie Hoyle - Anne Morton |

### Segeln
- Ronald Backus
Bronze  Drachen
- Bruce Banks
- Jasper Blackall
Bronze  Sharpie
- David Bowker
Silber  5,5-m-R-Klasse
- Richard Creagh-Osborne
- John Dillon
Silber  5,5-m-R-Klasse
- Jonathan Janson
Bronze  Drachen
- Neil Kennedy-Cochran-Patrick
Silber  5,5-m-R-Klasse
- Graham Mann
Bronze  Drachen
- Robert Perry
Silber  5,5-m-R-Klasse
- Stanley Potter
- Terence Smith
Bronze  Sharpie

### Turnen
| Männer - Nik Stuart - Frank Turner | Frauen - Patricia Hirst |

### Wasserball
Männer
- 7. Platz
- Jack Fergusson
- Arthur Grady
- Jack Jones
- Bob Knights
- Terry Miller
- Peter Pass
- Cliff Spooner
- Ron Turner
- Gerry Worsell

### Wasserspringen
| Männer - Raymond Cann - David Tarsey - Roy Walsh | Frauen - Ann Long - Charmain Welsh |